# Pere de Montagut
 Pere de Montagut  va ser el quinzè Gran Mestre de l'Orde del Temple.
Originari de la Corona d'Aragó, va ser elegit com a Gran Mestre durant el setge de Damietta a 1218. No obstant això, el nou mestre va ser informat bastant després de la seva elecció, ja que el novembre de 1218 encara firma com prefecte de Provença i Aragó. Mor el 28 de gener de 1232.
A dir de les cròniques, era valent i hàbil en el combat. Hi ha moltes actes del seu mestratge, entre elles, la sentència emesa el mes d'agost de 1222 per Pelagi, bisbe d'Albano i llegat de la Santa Seu, respecte als béns situats en territori de Tir, en plet amb els canonges del Sant Sepulcre i la casa de l'Hospital.
El 1229, va rebutjar acompanyar Frederic II d'Alemanya, sobirà excomunicat.